# 安絡小皮傘
安絡小皮傘（學名：Marasmiellus androsaceus(L.:Fr.)Fr.），分布於台灣，中國與歐洲地區，屬皮傘屬，色通常為淡褐色。另外，該種野菇也是上述地區常見木棲腐生菇類之一種，生長於該地區四季的低海拔林區，數週生，肉質堅韌，不建議食用。